# جيش فرنسا الجديدة

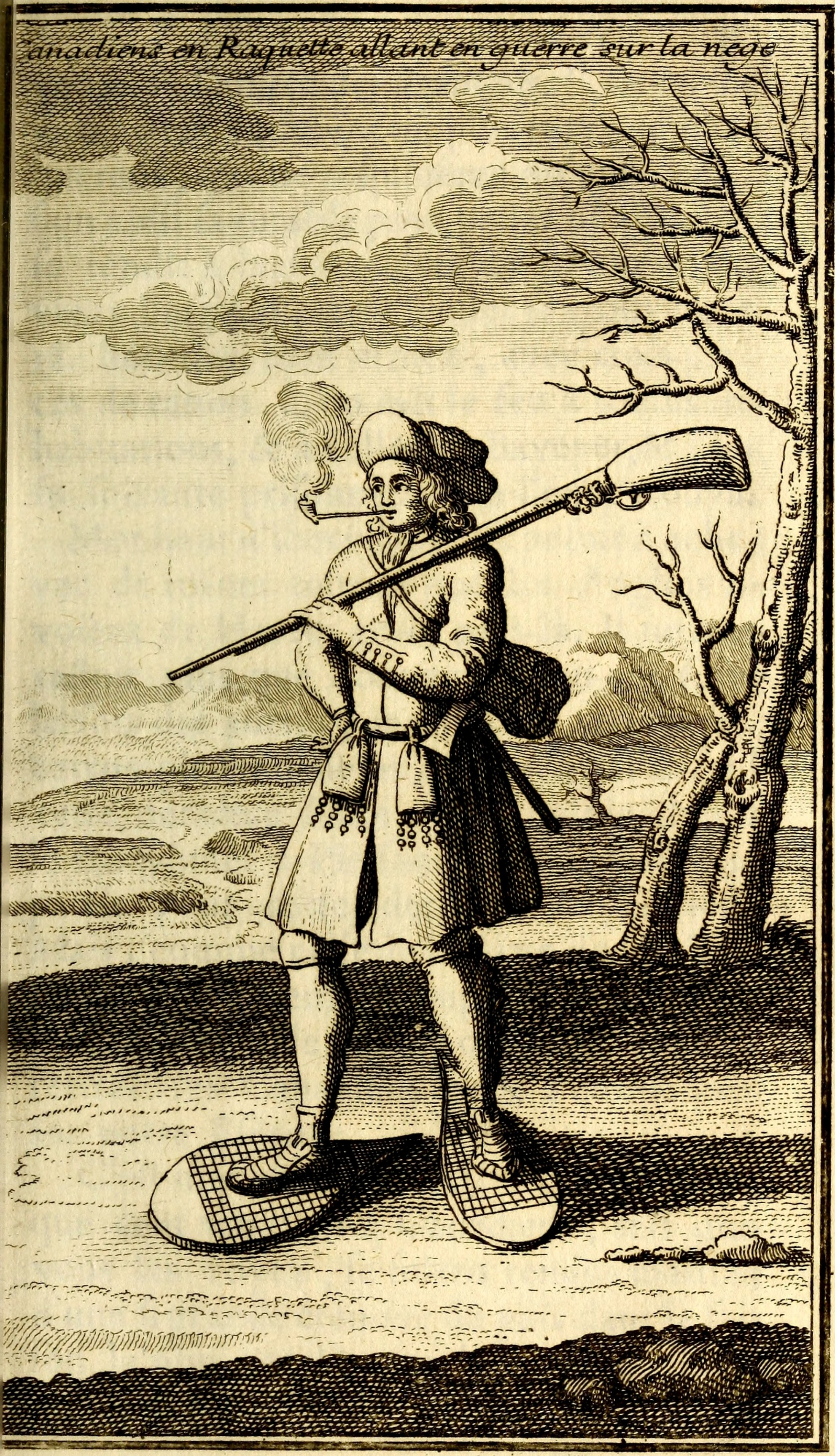
تمثيل كندي فرنسي يرتدي زي الحرب خلال فصل الشتاء (جندي أو ميليشيا). رسم لتوضيح القتال في نيوفاوندلاند وخليج هدسون خلال حرب عصبة أوغسبورغ (1688-1697). نُشر الرسم عام 1722 ثم عام 1753.

تشكل جيش فرنسا الجديدة (بالفرنسية: Militaires de la Nouvelle-France) من مزيج من الجنود النظاميين من الجيش الفرنسي (فوج كارينيان ساليريه) والبحرية الفرنسية (القوات البحرية والشركات البحرية الحرة) مدعومين من قبل وحدات مليشيا تطوعية محلية صغيرة (مليشيا استعمارية). أُرسلت معظم القوات الأولى من فرنسا، إلا أنه بحلول تسعينيات القرن السابع عشر بات التوطين بعد نمو المستعمرة يعني أن العديد كانوا متطوعين من مستوطني فرنسا الجديدة، وبحلول خمسينيات القرن السابع عشر كانت معظم القوات من نسل السكان الفرنسيين الأصليين. بالإضافة إلى ذلك، بقي في المستعمرة العديد من القوات والضباط الذين وُلدوا في فرنسا بعد نهاية خدمتهم، مساهمين في خدمة جيلية ونخبة عسكرية. بنى الفرنسيون مجموعة من الحصون من نيوفاوندلاند حتى لويزيانا وحصون أخرى استولوا عليها من البريطانيين خلال القرن السابع عشر حتى أواخر القرن الثامن عشر. كان بعضها مزيجًا من مواقع عسكرية وحصون تجارة.

## إستراتيجية عسكرية
كان جنود فرنسا الجديدة جيدي التدريب بصورة استثنائية ومناسبين إلى حد كبير لتحديات الحدود الاستعمارية، أو كانوا غير أكفاء بشكل خطير. تألف معظم الجيش من ميليشيا من المقيمين بدلًا من جنود فرنسيين فعليين. عند وصولهم، علِم جنود فرنسا الجديدة بسرعة أن التقنيات العسكرية التقليدية التي شوهدت في ساحات القتال في أوروبا لم تكن فعالةً على الإطلاق في العالم الجديد. أجبرتهم هجمات الإيروكوا على الفرنسيين على التكيف مع وضعهم الراهن. لحسن الحظ، كان الفرنسيون خبراء في إقامة تحالفاتٍ مع السكان الأصليين، وبمساعدة حلفائهم، تبنّى الفرنسيون ما أسموه «الحرب الصغيرة». كانت هذه في الأساس حرب عصابات صغيرة أتاحت للفرنسيين أن يضايقوا الأهداف ويعيقوها ببطء مع مرور الوقت بدلًا من الانخراط في معركة تلو الأخرى، الأمر الذي لم يكن بوسع فرنسا الجديدة تحمله. تألفت الاستراتيجية في الغالب من هجمات خفية ومباغتة كان هدفها يكمن في إقامة الكمائن وشن غارات يتلوها انسحاب فوري من ساحة المعركة. ركزت هذه الاستراتيجية على القضاء على مجموعاتٍ صغيرة من الأهداف بدلًا من الاستيلاء على أهداف ذات قيمة إستراتيجية. بالإضافة إلى ذلك، لم يكن هذا النوع من الحروب مناسبًا تمامًا للحياة البرية في أمريكا الشمالية فحسب، بل جعل أيضًا القوات الفرنسية في وضع غير موات من الناحية العددية (أحيانًا تفوق العدو ب20 مقاتل مقابل 1) ومع ذلك انتقموا من أعدائهم، البريطانيين بصورة رئيسية، بشكل فعال. ومن المفارقات أن حقيقة كون معظم الجنود في الواقع رجال ميليشيات مقيمين ساعدت في القدرة على القتال باستخدام هذه الاستراتيجيات نظرًا إلى أن العديد من هؤلاء الرجال سيصبحون صيادين وسيكونون معتادين مسبقًا على الصيد والمطاردة في الغابات.

## العلاقات مع السكان الأصليين

### الحلفاء من الشعوب الأصلية
كانت مهمة الجيش الحفاظ على علاقات جيدة مع سكان أمريكا الشمالية الأصليين الحدوديين من أجل الحفاظ على المصالح الفرنسية في المستعمرة. في الواقع، كان الحفاظ على علاقة إيجابية بين الشعبين الفرنسي والأصلي أهم المهام التي كُلف بها الجيش. طوّر الفرنسيون على مر السنين علاقات مع العديد من القبائل الأصلية، وكان هؤلاء الحلفاء يتألفون بشكل رئيسي من الأبيناكيس والألغونكوين والهورون والمونتاجنيس والأوتاوايس، ومن خلال شراكتهم علّموا الفرنسيين ما هو أكثر من مجرد إستراتيجية عسكرية. إذ علموهم كيف يصطادون ويصيدون السمك وكيف يُلبسون مصيدهم وعلموهم كيفية الإبحار والبقاء على قيد الحياة في البرية الكندية التي لا ترحم. اعتمد الجنود الفرنسيون بشكل كبير على المحاربين الأصليين، غير أن ولاءهم كان مكلفًا. كان السكان الأصليون «يسعون وراء مصالحهم الشخصية وربطو أنفسهم فقط بمن يعطيهم أكثر... وإن لم يكافأوا لمرة واحدة، فإن الخير الذي فُعل من أجلهم يُنسى تمامًا».